# Theope mundula
Espèce
Theope mundula est une espèce d'insectes lépidoptères appartenant à la famille  des Riodinidae et au genre Theope.

## Taxonomie
Theope mundula a été décrit par Hans Ferdinand Emil Julius Stichel en 1926.

### Nom vernaculaire
Theope mundula se nomme en anglais Strichel's Theope

## Description
Theope mundula est un papillon aux ailes antérieures à l'apex anguleux, au dessus bleu métallisé avec aux ailes antérieures une large bordure marron du bord costal et une bordure marron du bord externe.
Le revers est jaune plus clair chez le mâle, et la frange est jaune mêlée de gris.

## Écologie et distribution
Theope mundula est présent au Honduras, en Guyane, au Brésil et au Pérou,,.

### Protection
Pas de statut de protection particulier.